# Lancia 037
O Lancia 037 (Tipo 151, também conhecido como Lancia Rally 037, Lancia Rally ou Lancia-Abarth # 037, de seu código de projeto Abarth SE037) é um carro desportivo e carro de rali construído pela Lancia desde 1982 até 1983.

## História
Em 1980, a Lancia iniciou o desenvolvimento do 037. Para fazer face ao domínio inesperado dos Audi Quattro - 1º modelo de tracção integral a participar no Mundial de Ralis - o Grupo FIAT entendeu logo que, não obstante os recentes sucessos do seu Fiat 131 Rally Abarth, este não possuía argumentos para contrariar um 4WD. Por sua vez, a Audi era pioneira na produção de modelos de passageiros "não todo-o-terreno" dotados de tracção às 4 rodas, na era moderna, e mais nenhum outro construtor tinha, na altura, sistemas ou tecnologia semelhantes. Assim, a Lancia, enquanto marca com o maior palmarés da história do Mundial, foi incumbida de, apelando a todo o seu "know how", conceber um modelo capaz de contrariar minimamente o domínio dos Audi Quattro - pelo menos nos ralis de asfaltos, único piso onde os tracção atrás poderiam ter alguma vantagem em relação aos 4x4.
A versão de estrada do 037, com 205 HP, foi apresentada no Salão do Automóvel de Turim em 1982. Com base no pequeno Lancia Beta Montecarlo, a Lancia desenvolveu um super desportivo capaz de se adaptar a todo o tipo de terreno mas, obviamente, vocacionado para dominar provas como o Rali da Córsega (a Catalunha ainda não tinha o seu rali inscrito no Mundial), no Monte Carlo, caso a neve e o gelo não fossem em demasia, e em algumas partes de outros ralis igualmente realizadas em alcatrão, sem perder muito terreno nos pisos mais favoráveis ao Quattro.
O 037 Rally Abarth Evo fazia lembrar, nas suas linhas e na sua agressividade, os famosos Stratos HF. E depois de a Audi ter ganho o seu primeiro mundial, logo na estreia do Quattro, foi com alguma surpresa que a Lancia, com Massimo Biasion, conseguiu "in extremis" vencer o mundial do ano seguinte, ficando para a história como o último carro sem tracção integral a vencer o Mundial de Ralis, no ano de 1983.
Entre 1982 e 1983, 200 unidades do Lancia 037 foram fabricadas; 53 delas para competição.